# Mala Berezeanka, Tarașcea
Mala Berezeanka (în ucraineană Мала Березянка) este un sat în comuna Stanîșivka din raionul Tarașcea, regiunea Kiev, Ucraina.

## Demografie
Componența lingvistică a localității Mala Berezeanka
     Ucraineană (97,47%)
     Rusă (2,28%)
     Alte limbi (0,25%)
Conform recensământului din 2001, majoritatea populației localității Mala Berezeanka era vorbitoare de ucraineană (97,47%), existând în minoritate și vorbitori de rusă (2,28%).